# Oiran
Oiran (花魁; : "flor" + "líder") é um categoria de mulher cortesã da alta classe no Japão, que surgiu no período Edo (1603-1868). Estas entretinham os clientes com serviços sexuais ou com as artes da dança, música, poesia e escrita. Esperava-se delas um juízo educado, considerado essencial para manter uma conversação sofisticada. Entre as oirans, as tayū (太夫 ou 大夫) eram consideradas as de posição social mais elevada e mais adequadas ao senhor das terras daimiô. Somente os clientes mais ricos e de posição mais alta podiam aproveitar os seus serviços. 

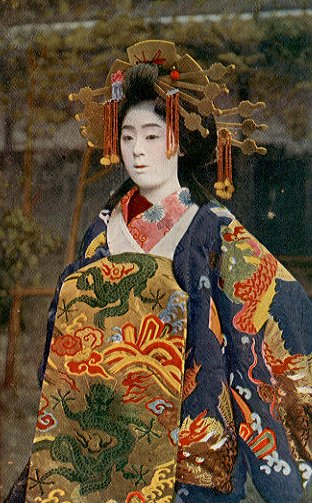
Oiran (花魁).

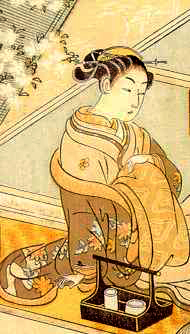
Oiran se preparando para um cliente, ukiyo-e pintura de Suzuki Haronubu (1765).

No período Edo, as leis restringiram os bordéis e distritos murados a uma distância determinada do centro das cidades. Shimabara em Quioto, Shinmachi em Osaka e em Edo (atualmente Tóquio), Yoshiwara. Esses rapidamente cresceram e tornaram-se os próprios "quartéis do prazer”, oferecendo todas as formas de entretenimento. No estatuto das cortesãs não havia outra distinção senão a estrita hierarquia de acordo com a beleza, caráter e habilidades artísticas. Aspectos culturais da tradição continuam sendo preservados atualmente. 
O isolamento nos distritos fechados resultou que estas mulheres ficassem cada vez mais fora das mudanças sociais. A etiqueta estrita comandava os padrões apropriados de comportamento. O seu discurso e modo de falar permaneceram formais, não seguindo a língua comum. Um visitante casual não seria aceito. Os seus clientes formulavam um convite formal e a oiran passava pelas ruas em procissão ritualizada acompanhada de empregados.
Na tradição das oirans do primeiro período Edo os trajes usados foram ficando cada vez mais ornados e complexos, culminando num estilo com oito ou mais alfinetes e pentes no cabelo, e muitas camadas de artigos de vestuário altamente ornamentados; da mesma forma, os entretenimentos oferecidos, também herdados das oirans das gerações anteriores. 
A cultura tayu tornou-se cada vez mais exclusiva e afastada da vida diária, e os seus clientes diminuíram. A ascensão da gueixa pôs fim à era da oiran. A gueixa praticava os entretenimentos comuns preferidos pelo povo daquela época e era muito mais acessível ao visitante casual.
A última oiran foi registrada em 1761, e as poucas restantes, que atualmente ainda praticam as artes (sem o aspecto sexual), fazem isso para uma preservação da herança cultural, não como uma profissão ou estilo de vida.

## Etimologia
A palavra “oiran” consiste de dois kanjis, 花 significando "flor", e 魁 significando "líder" ou "primeiro". Aspectos culturais da tradição oiran continuam sendo preservadas até hoje.

## Hierarquia

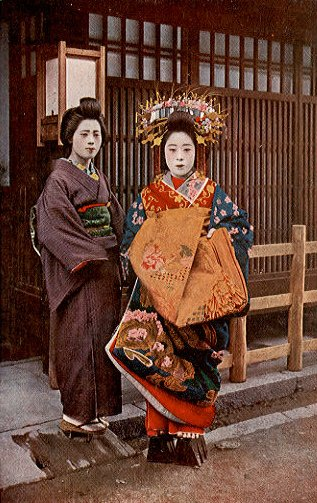
Tayū

Entre as oiran havia um nível hierárquico para cada cortesã. A herança familiar não dava suporte a nenhuma distinção especial entre elas, tampouco à experiência, mas sim ia conforme a sua beleza, caráter, educação nas artes e cultura.
O posto mais alto para uma oiran era tayū (太夫), a cortesã dos daimiô, e apenas os mais poderosos podiam esperar uma oportunidade para serem considerados um cliente regular. E, ao contrário de uma prostituta comum, a tayu tinha prestígio suficiente para recusar clientes. Devido a sua posição elevado, também fez com que sua taxa fosse extremamente alta, muito além do salário mensal de um trabalhador. Era comparável ao salário anual de um assistente de loja.
E em seguida vinham as 'sanchas' e as 'umechas' para os samurais e burgueses endinheirados, respectivamente. Mais abaixo estavam as 'zashikimochi' (literalmente "dona do piso") e as 'heyamochi' (dona do quarto).

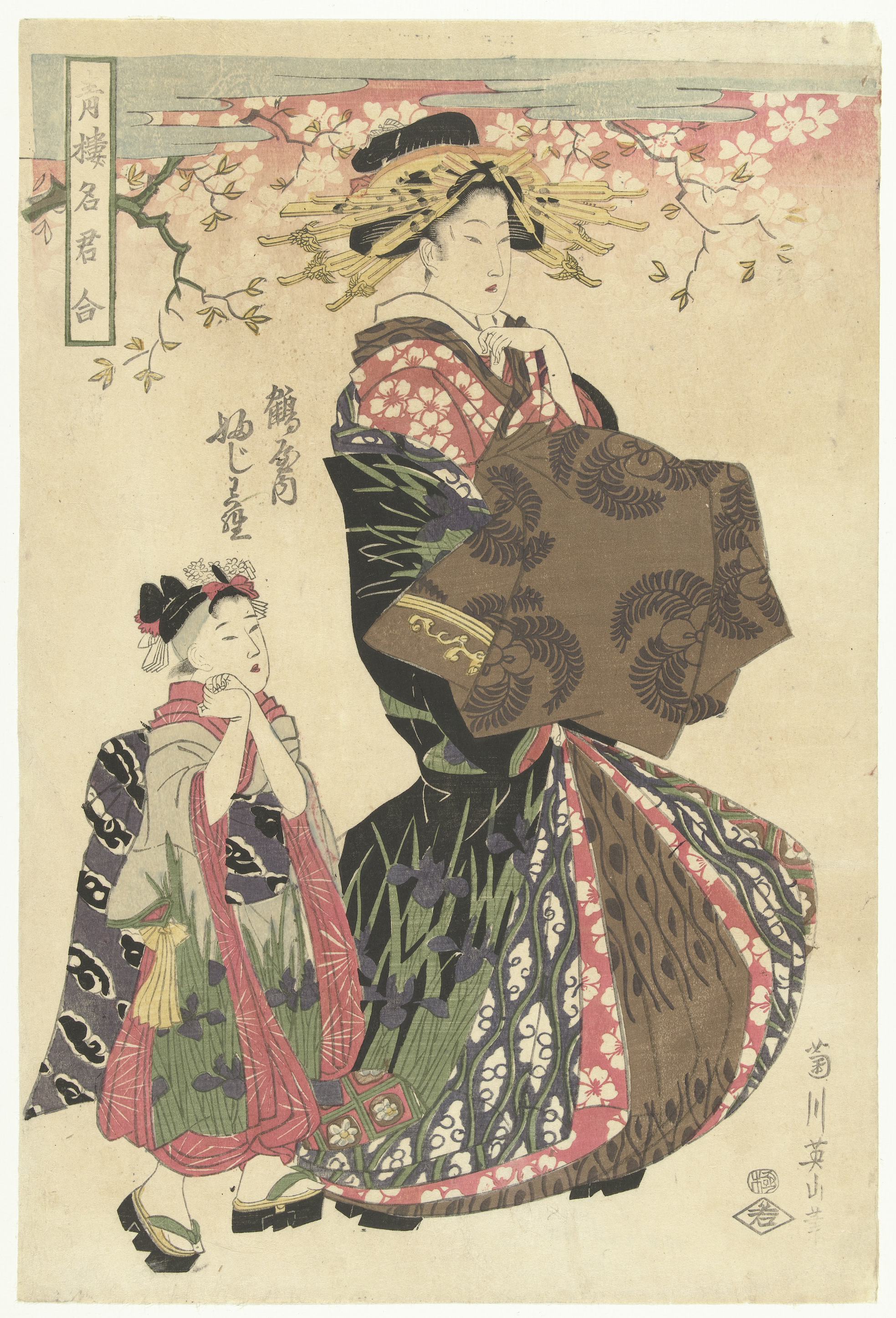
Oiran e kamuro

Finalmente, no nível mais baixo estavam as yuujo (遊女) e depois as oiran que foram expulsas, as 'hashi'.
Uma aprendiz de oiran se chamava kamuro. Essas meninas, com cerca de 10 anos, eram vendidas por seus pais em troca de uma grande quantidade de dinheiro que deveriam devolver ao dono do bordel trabalhando como yuujo. Algumas delas eram filhas das próprias oiran. As oiran assinavam um contrato e, até o seu vencimento, permaneciam confinadas ao bairro. No Japão existia o tráfico de mulheres; os traficantes de escravas percorriam zonas rurais para vender as meninas como prostitutas, uma atividade proibida em 1959, data em que se declarou ilegal a prática.
O restante das mulheres adultas (banto shinzo) as acompanhava trabalhando como gestores. Normalmente eram mulheres que já haviam saído dessa profissão ou não eram atraentes o suficiente para exercê-la.

## Serviços e atividades

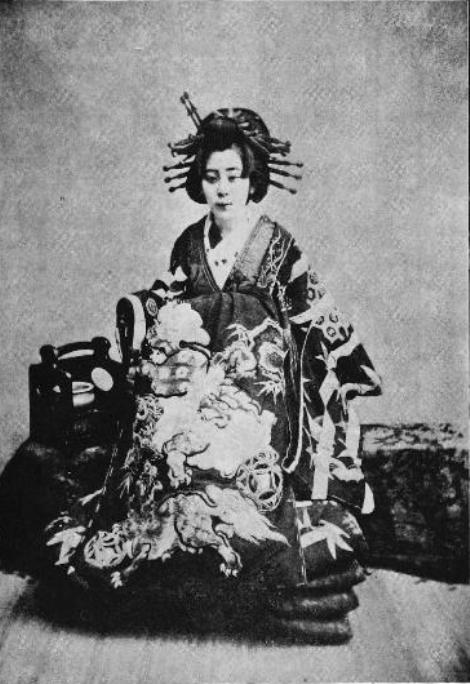
Oiran da Era Meiji (1900)

As oirans eram cortesãs de alta classe, vendidas desde pequenas por seus pais a bordéis e treinadas para sua profissão com um treinamento muito rigoroso e severo em que nem todas serviam.
Uma oiran não era apenas uma simples prostituta instruída na arte do prazer sexual. Também fazia um serviço de entretenimento que incluía as artes da dança, música, caligrafia, poesia e conversação. Igualmente deveria possuir um nível intelectual suficiente para uma conversa sofisticada. Pode ser surpreendente, mas, em geral, os clientes queriam passar mais tempo com os entretenimentos artísticos que os sexuais.
Mas seu maior serviço era, principalmente, o sexual, para o qual se instruía na sedução, no prazer sexual, nas preliminares e na relação sexual. Diz-se que, assim que compradas, as oiran eram treinadas para ter grande agilidade e destreza para realizar todos os tipos de posições sexuais.
Além disso, as oirans eram conhecidas por sua extraordinária beleza, pois só se aceitavam as meninas mais bonitas. Ao crescerem, se sua beleza se deteriorava ou não florescia como esperado, as despachavam para tornarem-se uma simples prostituta vulgar, uma hashi.

## Diferenças entre uma oiran e uma gueixa.

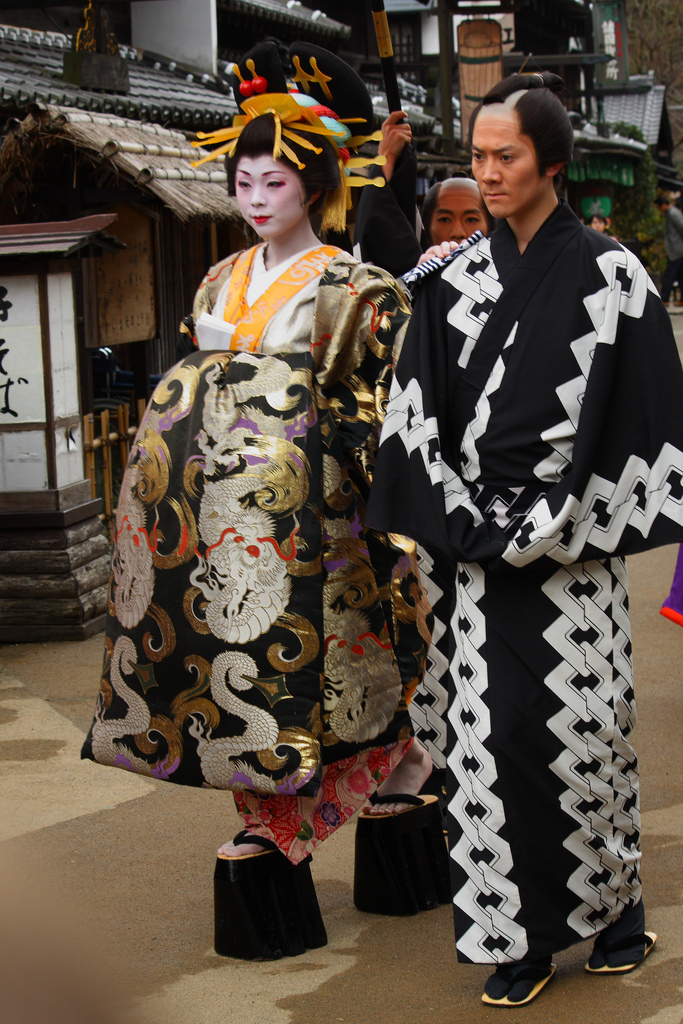
Uso do obi para frente (Oiran)

Devido à similaridade na vestimenta, penteado e maquiagem das oiran e das gueixas, e que ambas as profissões requeriam uma forma sofisticada de ser, com a Segunda Guerra Mundial, as oiran, particularmente no onsen, querendo tirar proveito do prestígio das gueixas, se promoviam de tal forma ante os turistas estrangeiros.
No entanto, existem diferenças claras entre uma oiran e uma Geisha, não só na aparência, mas também nos serviços. Embora ambas cultivassem a arte da dança, música, caligrafia e conversação, as oiran eram prostitutas de luxo e seus serviços eram sexuais, enquanto as gueixas realizavam serviços puramente de entretenimento.

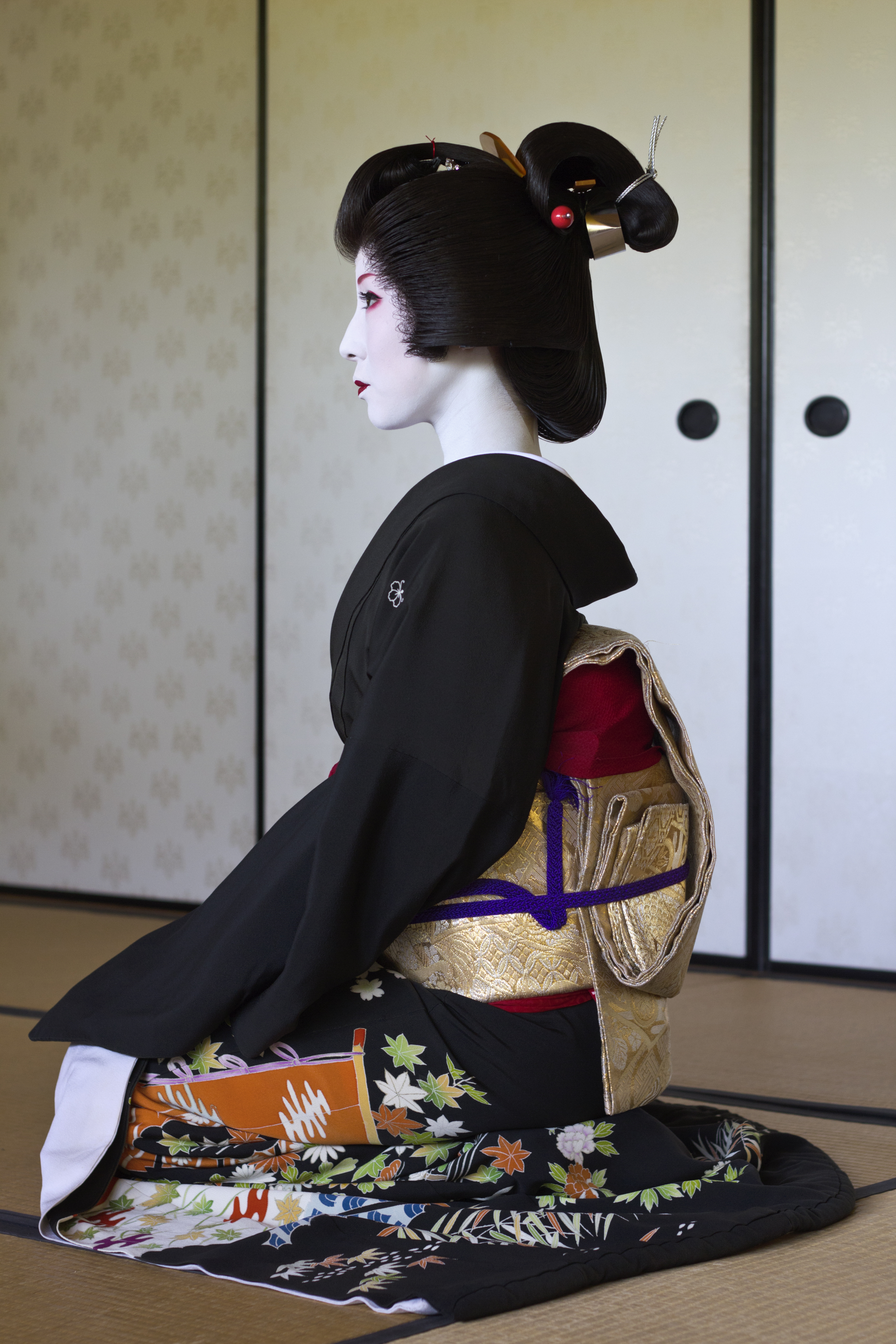
Uso do obi para trás (Gueixa)

Durante o período Edo, o meretrício era legalizado e as prostitutas, como as oiran, estavam autorizadas pelo governo. Em contrapartida, as gueixas eram estritamente proibidas se prostituírem e, oficialmente, não podiam ter relações sexuais com seus clientes. Deveriam ser solteiras e, caso decidissem se casar, teriam de deixar a profissão.
Fisicamente se distinguia uma oiran de uma gueixa por diferentes detalhes em suas indumentárias: a forma mais fácil era através do seu obi ("laço"). As oiran atavam seu obi para frente, enquanto as gueixas para trás. Os kimonos das oiran eram sempre de cores mais chamativas do que os das gueixas. As getas (calçados) das oiran eram muito mais altas do que as usadas pelas gueixas. E, por último, as oiran usavam penteados mais complexos e adornados do que as gueixas. Além disso, as oiran não usavam tabi (meia tradicional japonesa) ou meias.

## Parada da cortesã
A Bunsui Sakura Matsuri Oiran Dōchū é um evento gratuito mantido em Tsubame e Niigata. 
O Dōchū é uma forma encurtada de oiran-dōchū  e, ao mesmo tempo, o nome da passeata que as cortesãs superiores fazem em volta do quarteirão, ou a parada que elas fazem para escoltar os seus hóspedes. Essas paradas têm 3 oirans em plena regalia - Shinano, Sakura e Bunsui, entre o florescer das cerejeiras em abril com aproximadamente 70 empregados de acompanhamento. 
Cada oiran com sandálias altas de plataforma de 15cm dando um nome alternativo a parada, a Parada de Sonho de Echigo (Echigo no yume-dōchū ). 

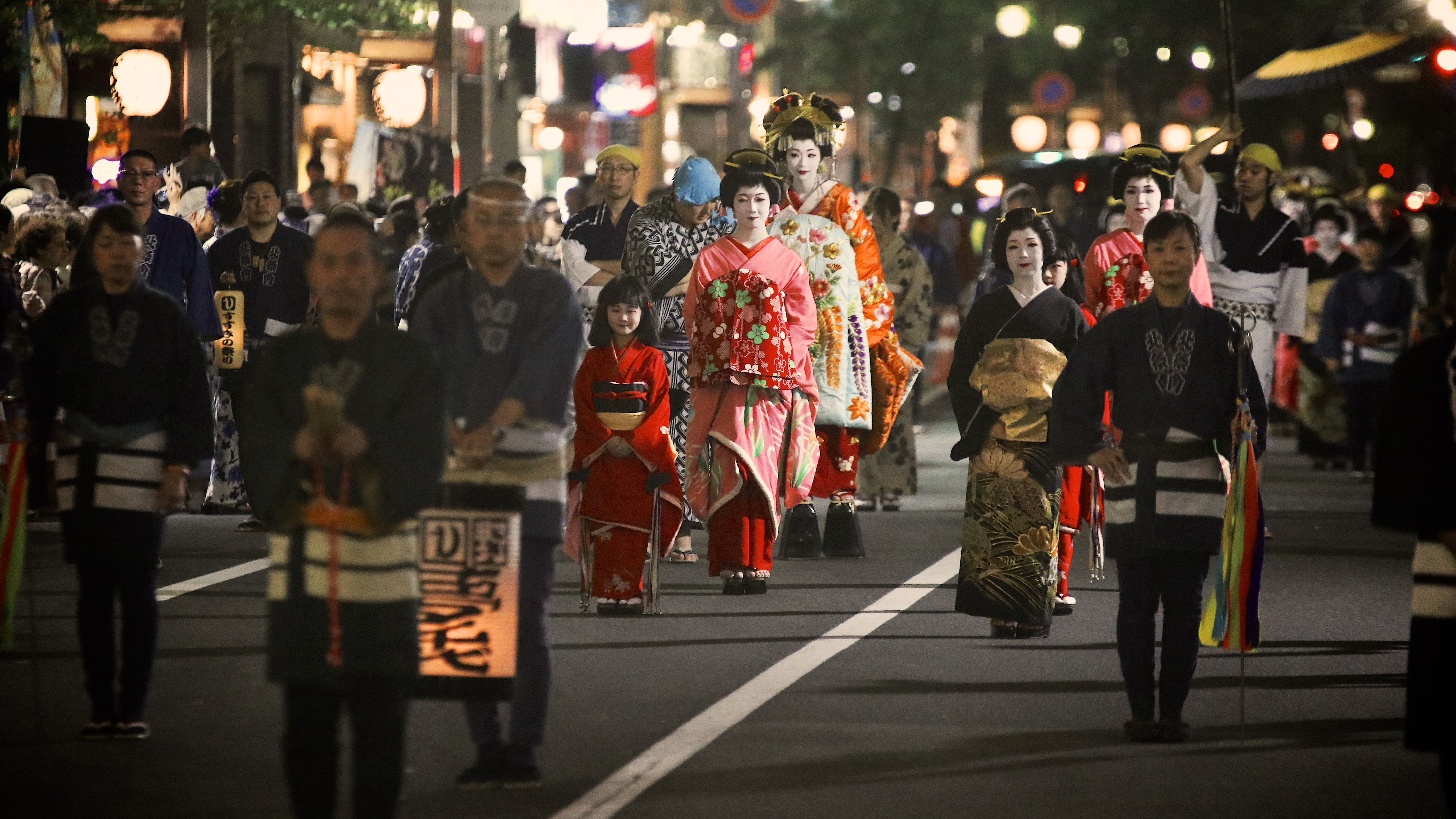
Oiran Dochu Procession em SUSUKINO

O evento é extremamente popular através do país, e mais de 100 pessoas por todos os lados do Japão solicitam 3 oirans e fazem papéis de empregado da parada.

## Na cultura popular
- No universo de Firefly criado por Joss Whedon, a fusão de culturas asiáticas e ocidentais leva à criação da casta 'de Companheiro', que carrega uma semelhança forte tanto à oiran como à hetaera.
- Na minissérie de televisão Shogun, John Blackthorne (Anjin-san) é presenteado com uma oiran, como recompensa de seu serviço fiel ao Lord Toranaga.
- A personagem de videogame Setsuka de Soul Calibur III é uma mistura de oiran e Rainha de Copas.
- Uma oiran foi representada no filme Sakuran, de 2007, estrelando Anna Tsuchiya.
- No mangá/anime Samurai X (Rurouni Kenshin), uma ex-oiran chamada Yumi era amante do principal antagonista, Shishio.
- Também, no mangá e anime Pacificador Kurogane, se não trabalhando como um shinobi de Choshu, Akesato é uma oiran de primeira qualidade no distrito Shimabara.
- No anime e mangá Kimetsu no Yaiba (Demon Slayer) aborda-se o termo oiran e os "distritos do entretenimento" na terceira temporada da série.